# 奧恩港
64°37′S 62°32′W / 64.617°S 62.533°W
奧恩港是南極洲的海港，位於葛拉漢地西岸，處於福爾戈德山以西，寬1.9公里，處於安納岬西南面3.7公里，由比利時的極地探險隊發現。